# Ravne, Mirna
Ravne so naselje v občini Mirna.
Ravne so gručasto naselje med vinogradi na južnem in jugozahodnem pobočju Mlinovega hriba (470 m) nad okljukom reke Mirne. Nekaj hiš je starih in propadajo, opuščene trtne nasade (starine) pa zaraščata grmovje in gozd. Proti vzhodu se razprostirajo njive do Cirnika, na severu pa do nižjega gozdnatega Drnovca, kjer izvirata Križmanca in Drnaščica, ki se izlivata v Kamnarico. Ob tem potoku je vlažen travniški svet Loke, na jugovzhodni strani pa plazovit teren z občasnimi hudourniki.